# 塞芬峰
47°31′1″N 10°35′25″E / 47.51694°N 10.59028°E

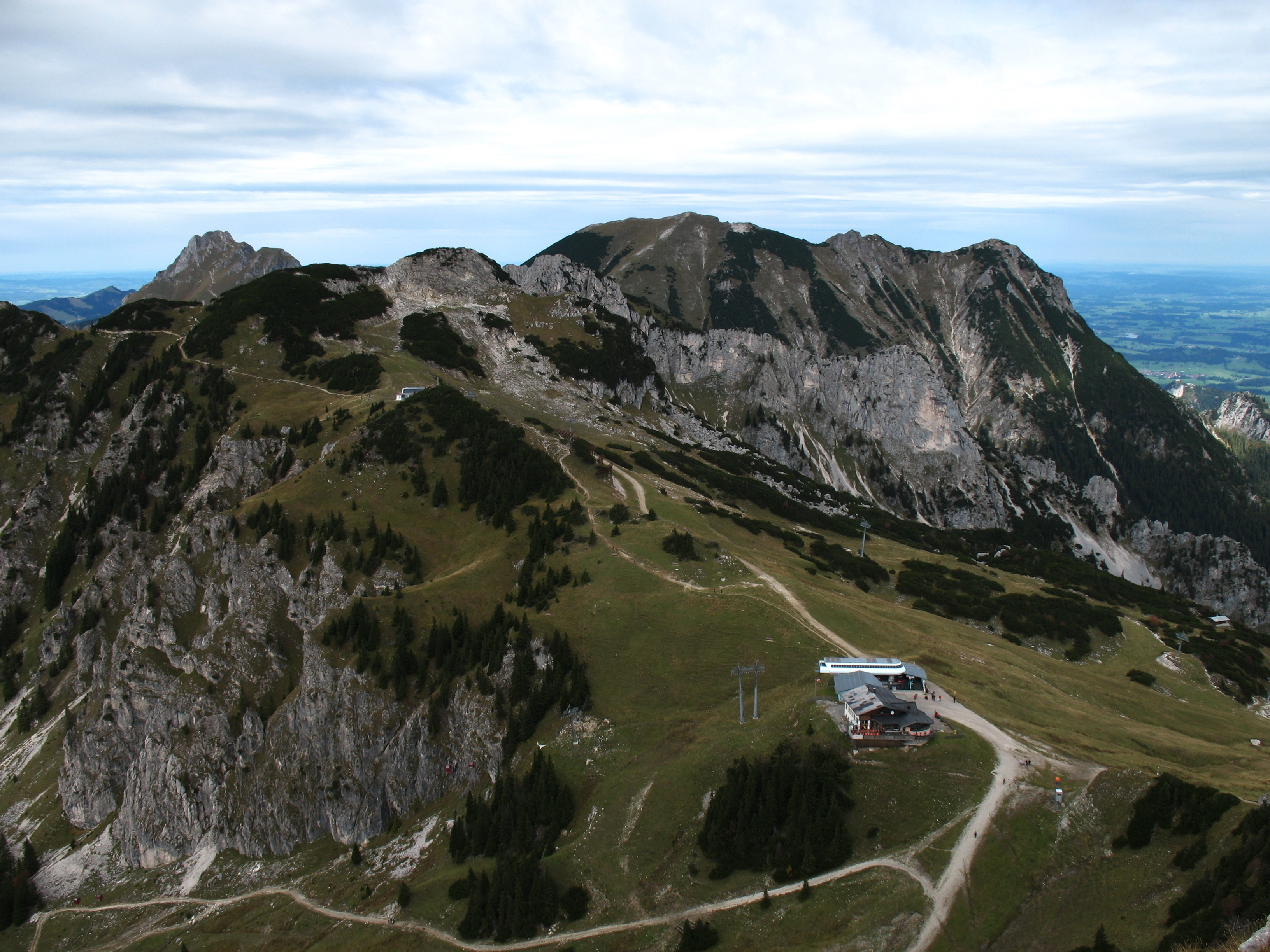

塞芬峰（德語：Sefenspitze），是奧地利的山峰，位於該國西部，由蒂羅爾州負責管轄，屬於阿爾高阿爾卑斯山脈的一部分，距離洛伊弗峰0.9公里，海拔高度1,948米，每年平均降雨量1,698毫米。